# Eduard von Lannoy

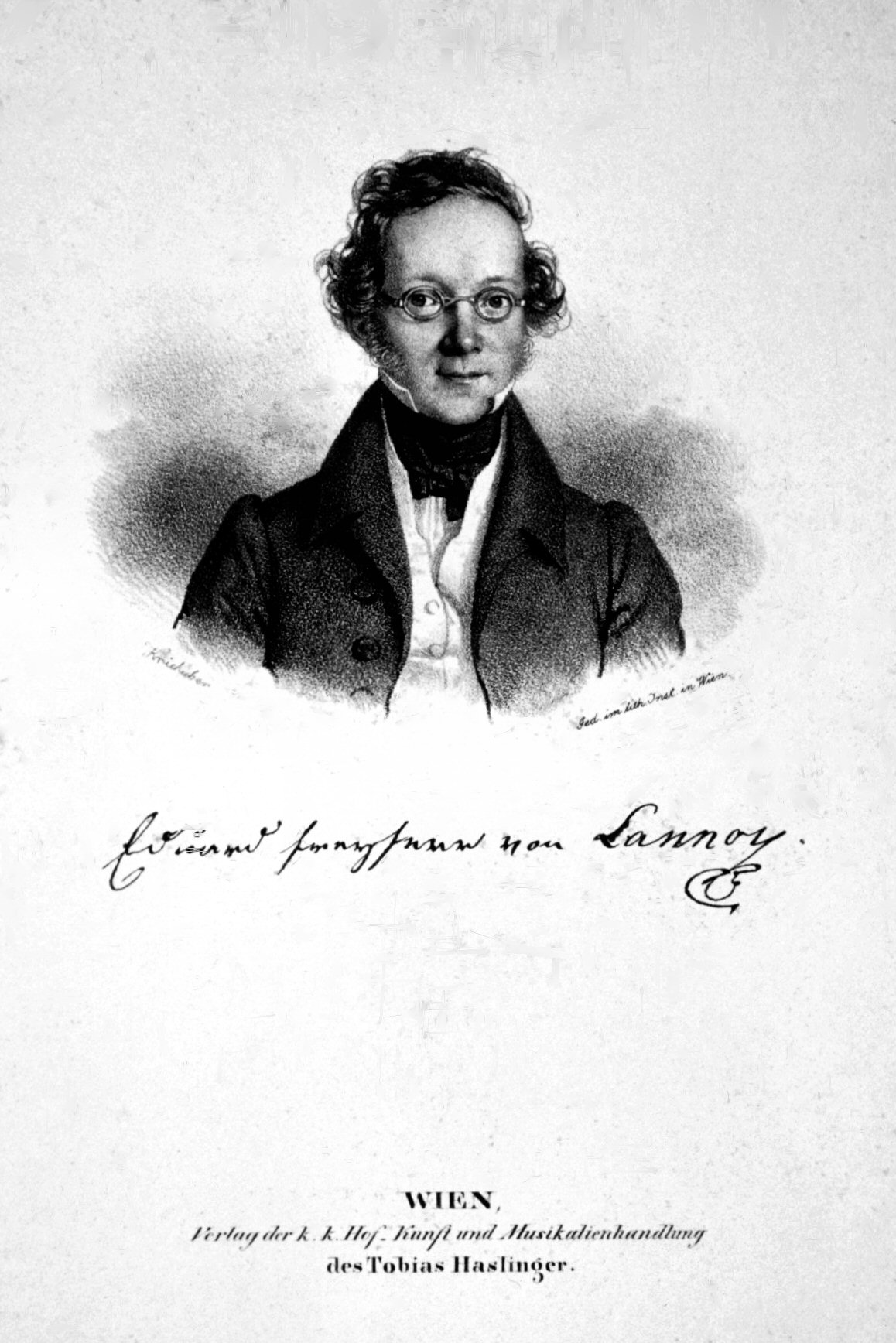
Eduard von Lannoy, Lithographie von Josef Kriehuber

Heinrich Eduard Joseph Freiherr von Lannoy (* 3. Dezember 1787 in Brüssel; † 28. März 1853 in Wien) war ein Schriftsteller, Musikpädagoge, Dirigent und Komponist im Übergang zwischen Klassik und Frühromantik.

## Leben
Eduard von Lannoy entstammte dem flämischen Adelsgeschlecht Lannoy (frz.: Maison de Lannoy). Seine Eltern waren der niederländische Staats- und Konferenzrat Peter Joseph Albert von Lannoy (1733–1825) und dessen Ehefrau Elisabeth Joséphe Meulenbergh (1751–1833).
Nach seiner Schulzeit in Graz (1796–1801) studierte er Philosophie, Musik und Mathematik an den Universitäten in Brüssel, Paris und Graz. 1808 kam er mit seiner Familie, die das Schloss Wildhaus (slow.: Viltuški grad)  bei Marburg an der Drau (slow.: Maribor) in Slowenien erworben hatte, in die Steiermark.
Hier schloss er sich dem Kreis um den volksnahen Erzherzog Johann an und gab dem Grazer und Wiener Kultur- und Musikleben wichtige Impulse. So war er im Vorstand der Gesellschaft der Musikfreunde in Wien und leitete zeitweise das angeschlossene Konservatorium sowie die Concerts spirituels, die sich insbesondere dem Schaffen L. v. Beethovens widmeten. Er stand in regem Kontakt mit bedeutenden musikalischen Zeitgenossen, darunter Hector Berlioz, Ferdinand David, Gaetano Donizetti, Anselm Hüttenbrenner, Franz Lachner, Franz Liszt, Felix Mendelssohn Bartholdy, Johann Vesque von Püttlingen und Henri Vieuxtemps. Als Komponist feierte er mit eher eingängigen als tiefgängigen Werken zahlreiche Erfolge. So erlebte allein sein Melodram Ein Uhr oder Der Zauberbund um Mitternacht mehr als 100 Aufführungen im Theater an der Wien.
Er liegt auf dem katholischen Friedhof Wien Matzleinsdorf (heute:Waldmüllerpark) begraben.
Er heiratete am 18. Oktober 1819 in Wildhaus in der Untersteiermark Magdalena Katharina Josephine Edle von Carneri, eine Tochter des Franz Xaver Edler von Carneri. Die Ehe blieb kinderlos.
Stattdessen adoptierte er seinen Schwager Freiherr Rudolf Oskar von Gödel (1814–1883). Dieser war Präsident der Central-Seebehörde in Triest und erhielt am 21. Dezember 1852 den Namen Gödel-Lannoy.

## Werke
Von seinen zahlreichen Werken nimmt die Gegenwart kaum mehr Notiz:

### Opern
- Margarethe oder Die Räuber, (1813/1814)
- Olindo und Sophronia, (1815)
- Rosa oder Die Einsiedeley in den Alpen, (1816)
- Die Morlaken, (1817)
- Libussa, Böhmens erste Königin, (1818/1819)
- Die Europäer in Ostindien, (1823)
- I due forzati, (1825)
- Der Schreckenstein, (1825)
- Des Liedes Macht, (1826), unvollendet.
- Schloß Darville, (1839), unvollendet

### Singspiele
- Jery und Bätely, (1816)
- Kätly, (1827)
- Zauberer Papagei und König Bär, Zaubererspiel (1830)

### Melodramen
- Ein Uhr oder Der Zauberbund um Mitternacht, (1822)
- Der Mörder, (1822)
- Carlos Romaldi, (1822)
- Emmy Teels, (1823)
- Die beiden Galeerensklaven, (1823)
- Der Löwe von Florenz, (1823)
- Abu, der schwarze Wundermann, (1826)

### Sonstiges
- Schauspielmusiken
- 4 Sinfonien
- Klavierstücke
- Lieder
- Kammermusik für Streicher und Bläser
- Grand Trio für Klavier, Klarinette und Cello